# Čestmír Folk
Čestmír Folk (1. září 1931, Třebíč – 21. února 2003, Brno) byl český biolog – ornitolog. Byl spolužákem astronoma Zdeňka Kvíze.

## Biografie
Čestmír Folk se narodil v roce 1931 v Třebíči, nastoupil na gymnázium v Třebíči a tam roku 1950 odmaturoval. Mezi lety 1967 a 2003 se věnoval velkému sčítání vodních ptáků na různých lokalitách v Česku. Mezi lety 1954 a 1991 pracoval primárně v Ústavu pro výzkum obratlovců ČSAV, kde se věnoval koordinaci projektu sčítání. Byl také spisovatelem, který se věnoval ornitologii – napsal mimo jiné i čtyřsvazkovou monografii věnovanou ptactvu. Publikoval také v časopisu Živa. Věnoval se i koordinaci zoologických dnů a to až do roku 1993.
Od roku 1966 byl členem Československé zoologické společnosti, mezi lety 1974 a 1993 byl předsedou sekce ornitologické a mezi lety 1990 a 1993 byl předsedou Čs. zoologické společnosti.